# 실비아 아브릴
실비아 아브릴(Silvia Abril, 1971년 4월 10일 ~ )은 스페인의 배우, 코메디언이다.

## 출연 작품
- 불카누스 (2015)
- 스파이타임 코드명: 아나클레토 (2015)
- 쓰리매니웨딩 (2013)
- 스패니쉬 무비 (2009)